# 1997
Het jaar 1997 is een jaartal volgens de christelijke jaartelling.

## Gebeurtenissen
januari
- 1 - De Provinciale Staten van Friesland besluiten dat de provincie officieel Fryslân heet.
- 1 - De gemeente Gemert fuseert met de gemeente Bakel en Milheeze tot de nieuwe gemeente Gemert-Bakel.
- 1 - Kofi Annan wordt benoemd tot secretaris-generaal van de Verenigde Naties.
- 1 - In Hebron raken zes Palestijnen gewond wanneer een Israëlisch soldaat zijn automatisch geweer leegschiet op een plaatselijke groentemarkt.
- 1 - In de Syrische hoofdstad Damascus komen negen mensen om het leven bij een bomaanslag in een bus.
- 1 - Amerikaans folk- en countrymuzikant, singer-songwriter en dichter Townes Van Zandt sterft.
- 4 - De vijftiende Elfstedentocht wordt verreden. Winnaar is Henk Angenent bij de mannen. Bij de vrouwen is de winnaar Klasina Seinstra.
- 12 - Tonny de Jong wordt bij de vrouwen Europees kampioen hardrijden op de klapschaats. Daarmee is de doorbraak van het nieuwe type schaats een feit.
- 18 - In Rwanda doden Hutu-milities drie Spaanse hulpverleners en drie soldaten.
- 19 - Yasser Arafat keert na dertig jaar terug naar Hebron.
- 27 - Er wordt ontdekt dat Franse musea 2000 kunstwerken bezitten die door de nazi's werden gestolen.
- 27 - Henk Goedschalk wordt  wederom benoemd tot president van de Centrale Bank van Suriname.

februari
- 4 - O.J. Simpson wordt aansprakelijk bevonden voor dubbele moord en moet 35 miljoen dollar schadevergoeding betalen aan de families van de slachtoffers.
- 5 - De drie grote banken van Zwitserland kondigen een fonds van €55 miljoen aan voor de slachtoffers van de Holocaust en hun families.
- 6 - De Britse Diane Blood verkrijgt het recht om het sperma van haar overleden man te gebruiken om een kind te krijgen.
- 9 - The Simpsons streven The Flintstones voorbij als langstlopende animatieserie in primetime.
- 19 - De laatste grote revolutionair van China, Deng Xiaoping, sterft op 92-jarige leeftijd. Weken van rouw om de leider volgden.
- 28 - Nabij Ardabil, in het noordwesten van Iran, vallen ongeveer duizend doden bij een beving met een kracht van 5,5 op de schaal van Richter.

maart
- 2 - Dokter Michel Leyers, huisarts in Antwerpen en mede-oprichter van Geneeskunde voor het Volk sterft bij een verkeersongeval.
- 6 - Het schilderij Tête de Femme van Pablo Picasso wordt gestolen uit een galerie in Londen. Een week later wordt het teruggevonden.
- 13 - Sister Nirmala wordt gekozen om Moeder Teresa op te volgen.
- 13 - Een Jordaanse militair schiet vanaf een wachttoren aan de grens zeven Israëlische schoolmeisjes dood.
- 23 - In de buurt van Beverwijk vindt een afgesproken treffen plaats van aanhangers van Feyenoord en AFC Ajax. De Ajax-fan Carlo Picornie wordt doodgeslagen.
- 26 - De Kerncentrale Dodewaard wordt buiten bedrijf gesteld.
- 26 - Na onderzoek blijkt de goudmijn van Bre-X Minerals in Indonesië waardeloos te zijn. Het schandaal leidt tot het faillissement van het bedrijf en een rechtszaak voor aandelenfraude in Canada.
- 28 - Een Albanees schip met vluchtelingen vergaat in het Kanaal van Otranto na een aanvaring met de Italiaanse kustwacht. Tachtig mensen komen om.
- 31 - Martina Hingis lost Steffi Graf na achttien weken af als de nummer één op de wereldranglijst der proftennissters. De Zwitserse moet die positie op haar beurt na tachtig weken afstaan aan haar Amerikaanse collega Lindsay Davenport.
- 31 - Bij een treinongeluk in Spanje vallen zeker 26 doden en 60 gewonden. De trein was met 280 vakantiegangers op weg van Barcelona naar Irun in Baskenland.
- 31 - Bij een brand in een flatgebouw in de Duitse stad Krefeld komen drie leden van een Turkse familie om.

april
- In Angola wordt een eenheidsregering ingesteld.
- 11 - De kathedraal van Turijn wordt door brand beschadigd.
- 12 - De Lijkwade van Turijn wordt bedreigd door brand, mogelijk veroorzaakt door brandstichting.
- 13 - Tiger Woods wordt de jongste golfer die de Masters wint.
- 21 - Nederland eindigt als zevende en voorlaatste bij het wereldkampioenschap ijshockey voor B-landen in Polen.
- 22 - Na 126 dagen worden de gijzelaars in de residentie van de Japanse ambassadeur in Lima (Peru) bevrijd. Commando's bestormen het gebouw en bevrijden 71 gijzelaars. Twee soldaten, veertien rebellen en één gijzelaar komen om.
- 23 - Late vorst veroorzaakt schade aan de fruitteelt.
- 26 - Bjarne Riis wint Nederlands enige wielerklassieker, de Amstel Gold Race.

mei
- 1 - Langs het spoor bij het Noorderstation in Groningen wordt het lichaam van de 18-jarige sociologie-studente Anne de Ruijter de Wildt gevonden. Ze blijkt te zijn gewurgd. In 1998 richten haar ouders het Comité Groningen Veilig op uit onvrede met het politieonderzoek. In 2001 wordt de crimineel Henk S. veroordeeld voor de moord op Anne en op een Utrechtse tippelaarster.
- 1 - Na achttien jaar Tory-regering wint de Labour-partij de verkiezingen in het Verenigd Koninkrijk. Tony Blair wordt de nieuwe premier.
- 10 - In Iran, nabij de Afghaanse grens, vallen 1600 doden bij een aardbeving met een kracht van 7,1 op de schaal van Richter.
- 10 - Koningin Beatrix stelt de Maeslantkering officieel in gebruik: de Deltawerken zijn voltooid.
- 11 - De hockeysters van HGC prolongeren de landstitel in de Nederlandse hoofdklasse door Amsterdam op strafballen (3-1) te verslaan in het derde duel uit de finale van de play-offs.
- 14 - Air Canada, Lufthansa, SAS, Thai Airways International en United Airlines richten de Star Alliance op.
- 14 - FC Barcelona wint de Europacup II. In de finale in De Kuip in Rotterdam zegeviert de Spaanse voetbalclub met 1-0 ten koste van het Franse Paris Saint-Germain.
- 14 - Canada verslaat Zweden in de best-of-three-finale van het wereldkampioenschap ijshockey in Finland.
- 17 - Rebellen geleid door Laurent-Désiré Kabila veroveren de hoofdstad Kinshasa een week nadat de Zaïrese president Mobutu Sese Seko is gevlucht naar het buitenland.
- 21 - FC Schalke 04 wint de 26e editie van de UEFA Cup. In de tweede finalewedstrijd in Milaan zegeviert de Duitse voetbalclub na strafschoppen (4-1) ten koste van de Italiaanse thuisclub FC Internazionale Milano.
- 28 - Borussia Dortmund wint de Champions League. In de finale in München zegeviert de Duitse voetbalclub met 3-1 ten koste van het Italiaanse Juventus.

juni
- 1 - De hockeyers van Amsterdam winnen de landstitel in de Nederlandse hockeyhoofdklasse door in de tweede wedstrijd van finale van de play-offs na strafballen te winnen van Hockeyclub 's-Hertogenbosch.
- 1 - De vervroegde parlementsverkiezingen in Frankrijk worden gewonnen door de Parti Socialiste van Lionel Jospin. De conservatieve president Jacques Chirac wordt door de kiezers veroordeeld tot een cohabitation voor de rest van zijn ambtstermijn.
- 8 - In Berlijn eindigt de Nederlandse vrouwenhockeyploeg als derde bij de strijd om de Champions Trophy.
- 11 - Het Britse House of Commons stemt voor een totaalverbod op handvuurwapens.
- 13 - Een jury veroordeelt Timothy McVeigh ter dood voor zijn rol in de bomaanslag in Oklahoma City in 1995.
- 16 - De Britse rock band Radiohead brengt het album OK Computer uit. Dit album zou later bekend komen te staan als een van de meest geroemde albums in de geschiedenis van de rockmuziek.
- 21 - De Nederlandse beroepsmilitair Wim Alaerds slaagt in zijn poging een plaats te veroveren in het Guinness Book of Records. Hij heeft 1224 uur op een twee meter hoge paal zitten achter de rug. Dit nieuwe wereldrecord levert hem niet alleen een vermelding op in het recordboek, maar ook een beloning van 22.000 Duitse mark en een nieuwe vriendin.
- 23 - Een groot deel van Midden-Nederland wordt getroffen door een stroomuitval.
- 25 - In Amsterdam stemt twee derde van de kiezers bij referendum tegen de Noord/Zuidlijn en een derde voor. Maar omdat de opkomst te laag is, legt de gemeenteraad de uitslag naast zich neer.
- 28 - tijdens een bokswedstrijd in Las Vegas bijt Mike Tyson het rechter oor van zijn tegenstander Evander Holyfield eraf.
- 30 - Harry Potter en de Steen der Wijzen, het eerste deel van de Harry Potterserie, verschijnt.

juli
- 1 - Hongkong wordt door het Verenigd Koninkrijk overgedragen aan de Volksrepubliek China.
- 4 - De Pathfinder, een Amerikaanse sonde, landt op Mars.
- 6 - Bij parlementsverkiezingen in Mexico verliest de Institutioneel Revolutionaire Partij (PRI) na 68 jaar de absolute meerderheid in het Congres van de Unie.
- 8 - Tsjechië, Hongarije en Polen worden door de NAVO uitgenodigd om in 1999 toe te treden tot het militaire bondgenootschap.
- 12 - Lancering van Cartoon Network in Nederland. Op de nieuwe zender is ook voor het eerst in Nederland de kinderserie Thomas de stoomlocomotief te zien.
- 13 - Het lichaam van Che Guevara wordt terug naar Cuba gestuurd om aldaar bij zijn kameraden te worden begraven.
- 15 - In Miami (Florida) schiet seriemoordenaar Andrew Phillip Cunanan Gianni Versace neer buiten diens huis.
- 26 - In Oostende stort tijdens een vliegshow een stuntpiloot neer in het publiek. Er vallen 10 doden en 50 gewonden.
- 27 - Jan Ullrich wint de 84ste editie van de Ronde van Frankrijk. De Duitse wielrenner neemt de titel over van zijn Deense collega Bjarne Riis.
- 31 - De assemblagefabriek van Renault in Vilvoorde wordt gesloten. Hierdoor worden 3100 mensen werkloos.

augustus
- Augustus zorgt voor een recordhitte in Nederland. Sinds het begin van de weermeting in 1706 is het er in augustus nog nooit zo warm geweest. De gemiddelde temperaturen (20,5 graden Celsius) liggen veel hoger dan normaal (16,7 graden). De warmte heeft een opmerkelijke invloed op het sterftecijfer. In augustus van dit jaar overlijden in Nederland per dag gemiddeld 411 mensen, dat zijn er 63 meer dan normaal.
- 1 - De OPTA houdt vanaf nu toezicht op de naleving van de wet- en regelgeving op het gebied van post en telecommunicatie in Nederland.
- 1 - Vliegtuigbouwers Boeing en McDonnell Douglas voltooien hun fusie.
- 6 - Microsoft neemt een belang van €115 miljoen in Apple Computer.
- 7 - De AEX op de Nederlandse beurs sluit voor het eerst in de geschiedenis boven de 1000 punten, in guldens.
- 31 - Prinses Diana (V.K.) komt om het leven bij een auto-ongeval in Parijs (Zie: Dood van Diana Frances Spencer).
- 31 - Het Zambiaans voetbalelftal wint de eerste editie van de COSAFA Cup.

september
- 4 - In Lorain, Ohio (V.S.) rolt de laatste Ford Thunderbird van de assemblagelijn.
- 5 - Het IOC kiest Athene als gaststad voor de Olympische Zomerspelen 2004.
- 6 - Begrafenis van Prinses Diana in de Westminster Abbey.
- 7 - Eerste testvlucht met een Lockheed Martin F-22 Raptor.
- 11 - Schotland stemt voor de vorming van een eigen parlement na een vereniging van 290 jaar met Engeland.
- 13 - De 30-jarige Meindert Tjoelker wordt in zijn woonplaats Leeuwarden door vier jongens doodgeschopt omdat hij iets zegt van hun wangedrag. De daders gaan vrijuit omdat de rechters niet kunnen vaststellen wie degene is die de dodelijke schop heeft gegeven.
- 15 - Oprichting van Google.
- 23 - De First Showband, begeleidingsband van René Froger, verongelukt.
- 25 - In Scandinavië tekenen de Hells Angels vrede met de Bandidos, een plaatselijke motorclub. De strijd van drie jaar tussen de motorclubs heeft 11 doden gekost en tientallen gewonden.
- 29 - Britse wetenschappers stellen het verband vast tussen de Ziekte van Creutzfeldt-Jakob en de zogenaamde gekkekoeienziekte (BSE).

oktober
- 2 - De Britse wetenschappers Moira Bruce en John Collinge tonen aan dat de nieuwe variant van Creutzfeldt-Jakob en de Gekkekoeienziekte (BSE) dezelfde ziekte zijn.
- 4 - De Nederlandse volkskundige en schrijver J.J. Voskuil roept in een krantenadvertentie van twee pagina's de regering op de bio-industrie te verbieden. Dit is het begin van de actie Varkens in nood.
- 9 - De Australische zwemmer Michael Klim scherpt in Brisbane het wereldrecord op de 100 meter vlinderslag aan tot 52,15. Het oude record (52,27) stond sinds 24 juli 1996 op naam van zijn Russische collega Denis Pankratov.
- 9 - De Italiaanse premier Prodi en zijn kabinet treden af. Daarmee komt na anderhalf jaar een einde aan de Olijfcoalitie.
- 12 - Zanger John Denver komt om het leven bij een vliegtuig-ongeval.
- 15 - Een Brits team zet met de Thrust SSC het eerste supersonische snelheidsrecord op het land.
- 16 - In Antwerpen opent megadiscotheek Zillion haar deuren voor het grote publiek. De discotheek zou beroemd worden door hun immense technische infrastructuur.

november
- 10 - De telecombedrijven WorldCom en MCI kondigen hun fusie ter waarde van €28,5 miljard aan. Samen zullen ze het bedrijf MCI-WorldCom gaan vormen.
- 11 - In Ierland wordt Mary McAleese tot 8e president verkozen.
- 11 - Productie van de laatste Pentium 1 computerchip.
- 12 - Ramzi Yousef wordt schuldig bevonden voor het beramen van de bomaanslag op het World Trade Center in 1993.
- 17 - In Luxor (Egypte) worden in de Vallei der Koningen 62 mensen, onder wie 58 toeristen, vermoord tijdens een aanslag door 6 moslimmilitanten.
- 17 - Begin van olieontginning op Hibernia GBS op de Grand Banks van Newfoundland, het grootste productieplatform ter wereld.
- 19 - In Charlistle, Iowa (V.S.) wordt de 2e volledig levende zevenling geboren.
- 24 - Voor de eerste keer wordt de circuit breaker regel toegepast op de beurs van New York om de aandelenhandel te stoppen nadat de Dow Jones Industrial Average (DJIA) 554,26 punten verloor.

december
- 3 - In Ottawa (Canada) tekenen 121 landen een verdrag tegen de productie en het gebruik van anti-persoon landmijnen.  De Verenigde Staten, Rusland en China tekenen niet.
- 4 - De oude binnenstad van Willemstad (Curaçao) wordt op de UNESCO werelderfgoedlijst geplaatst.
- 11 - Het verdrag van Kyoto stelt richtlijnen voor de beperking van de uitstoot van broeikasgassen.
- 17 - Jorn Barger introduceert het woord weblog.
- 18 - Kim Dae-jung wordt gekozen tot president van Zuid-Korea.
- 22 - In de Mexicaanse deelstaat Chiapas worden tientallen ongewapende indianen vermoord in het bloedbad van Acteal. Het Zapatistisch Nationaal Bevrijdingsleger (EZLN) stelt de PRI en de grootgrondbezitters verantwoordelijk.
- 30 - In de Oosterparkwijk in Groningen breken rellen uit. Een groep van zo'n zestig jongeren maakt zich schuldig aan brandstichting en plundering. De politie grijpt eerst niet -en vervolgens te laat- in. Dat zou later leiden tot het aftreden van burgemeester Hans Ouwerkerk en mede aanleiding zijn voor het vertrek van korpschef Jaap Veenstra en hoofdofficier van justitie Ruud Daverschot. De ongeregeldheden begonnen na een 'waarschuwing' in de media van SP-Statenlid en Oosterpark-bewoner Sjon Lammerts.

## Muziek

### Klassieke muziek
- 6 februari: eerste uitvoering van Symfonie nr. 10 van Kalevi Aho
- 4 maart: eerste uitvoering van het Celloconcert van Erkki-Sven Tüür
- 22 maart: 
  - eerste uitvoering van Peanuts® gallery van Ellen Taaffe Zwilich
  - eerste uitvoering van Sværm van Vagn Holmboe in strijkkwartetbezetting en van dezelfde componist zijn onvoltooide Quartetto sereno
- 4 april: eerste uitvoering van Symfonie nr.3 van Erkki-Sven Tüür
- 20 juli: eerste uitvoering van The Crazed Moon van Julian Anderson
- 5 augustus: eerste uitvoering van Lighthouse van Erkki-Sven Tüür
- 31 augustus: eerste uitvoering van de complete Serenade van Krzysztof Penderecki
- 5 september: eerste uitvoering van Chainsprings van Veli-Matti Puumala
- 25 september: eerste uitvoering van Century rolls, pianoconcert van John Adams
- 2 oktober: eerste uitvoering van Symfonie nr. 4 van George Enescu voltooid door Pascal Bentoiu
- 18 oktober: 
  - eerste uitvoering van No-res, un requiem agnòstic van Leonardo Balada
  - eerste uitvoering van Hymne an den heiligen Adalbert van Krzysztof Penderecki
- 28 oktober: eerste uitvoering van Concerto conciso van Thomas Adès
- 7 november: eerste uitvoering van Beat van Jukka Tiensuu
- 23 november: eerste uitvoering van zowel Fantasie voor orgel als Missa Brevis van Johan Kvandal
- 25 november: eerste uitvoering van de Chinese liederen van Kalevi Aho
- 24 december: eerste uitvoering van The Fairfax Carol van Thomas Adès

### Populaire muziek
Bestverkochte singles in Nederland:
1. Elton John - Something About The Way You Look Tonight / Candle In The Wind 1997
2. Puff Daddy & Faith Evans feat. 112 - I'll Be Missing You
3. Wes - Alane
4. Aqua - Barbie Girl
5. Jantje Smit - Ik zing dit lied voor jou alleen
6. Hero - Toen ik je zag
7. Marco Borsato - De Waarheid
8. Marco Borsato & Trijntje Oosterhuis - Wereld Zonder Jou
9. Anouk - Nobody's Wife
10. Freek de Jonge - Leven Na De Dood

Bestverkochte albums in Nederland:
1. Marco Borsato - De Waarheid
2. Spice Girls - Spice
3. Total Touch - Total Touch
4. Andrea Bocelli - Romanza
5. Frans Bauer & Marianne Weber - Frans Bauer & Marianne Weber
6. No Doubt - Tragic Kingdom
7. No Mercy - My Promise
8. Céline Dion - Falling Into You
9. Jantje Smit - Ik zing dit lied voor jou alleen
10. Toni Braxton - Secrets

## Beeldende kunst

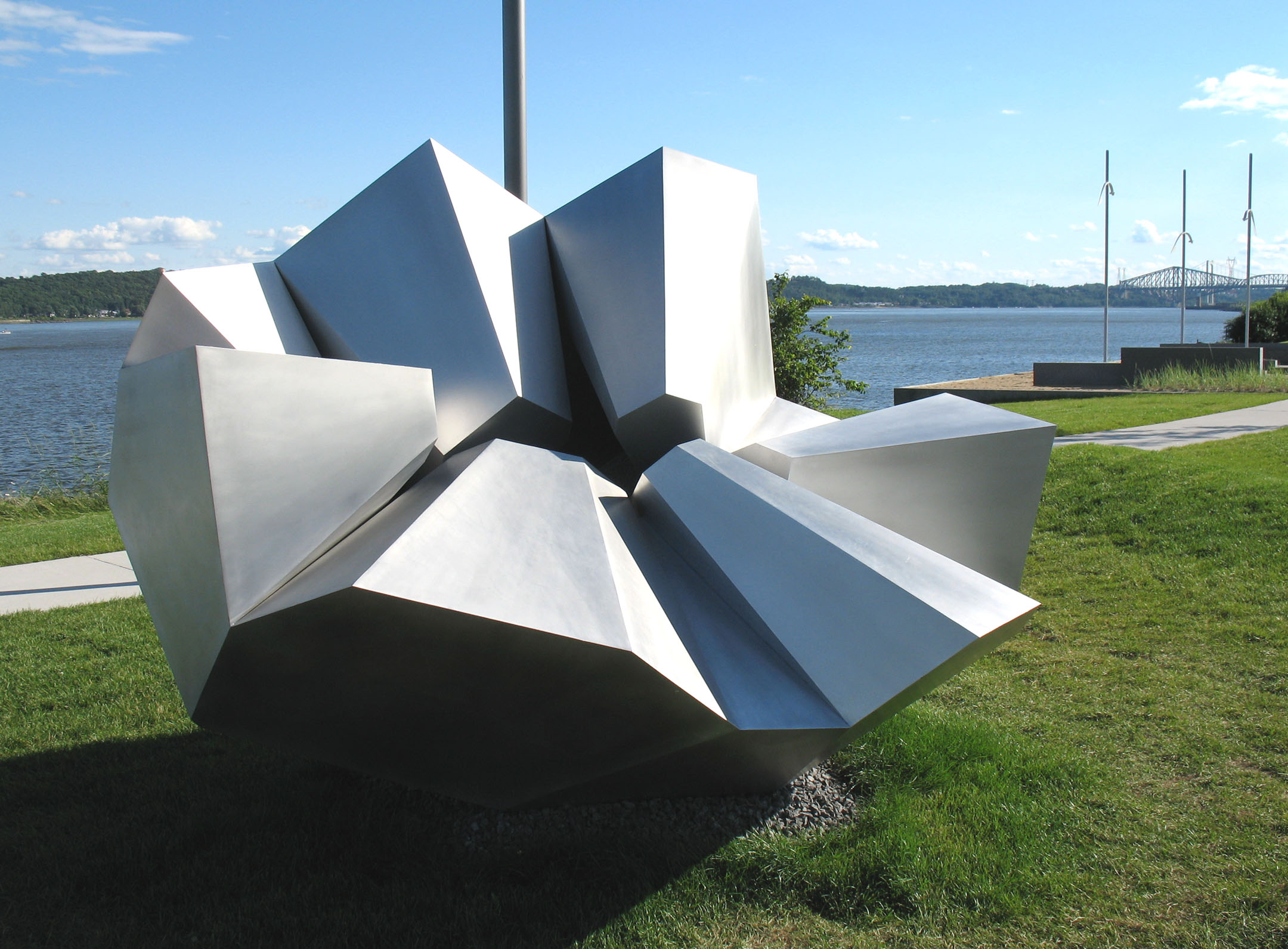
Convergence, aluminium, Jean-Pierre Morin, Promenade Samuel-De Champlain, Quebec
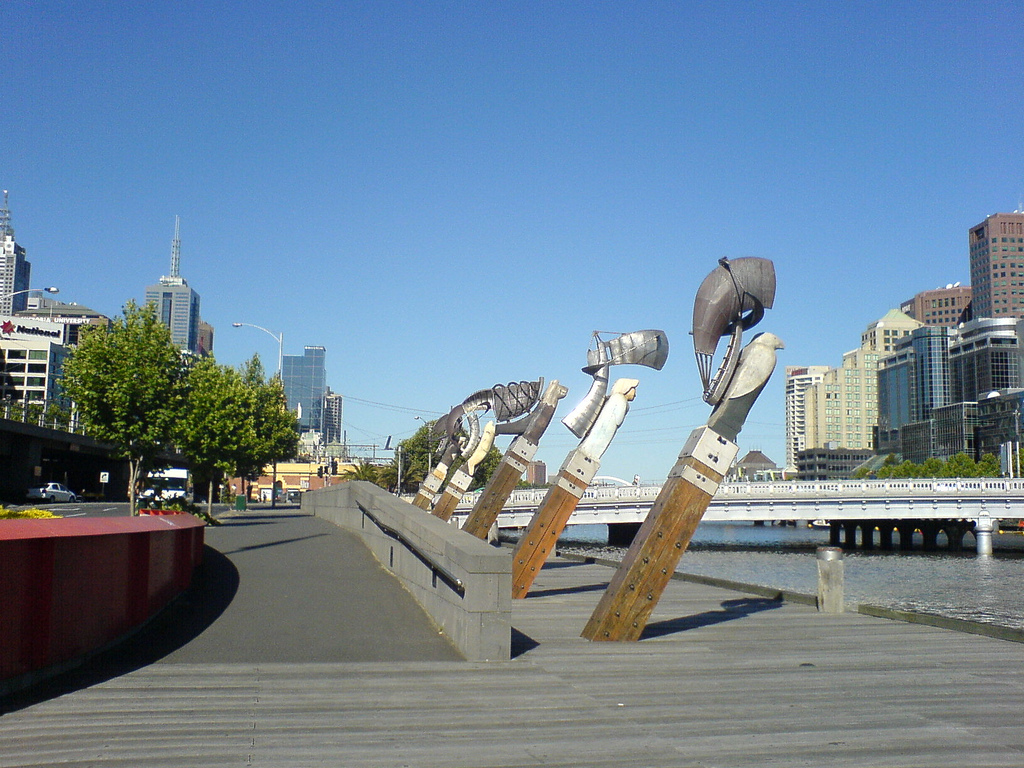
The Constellation, Geoffrey Bartlett, Melbourne Southbank
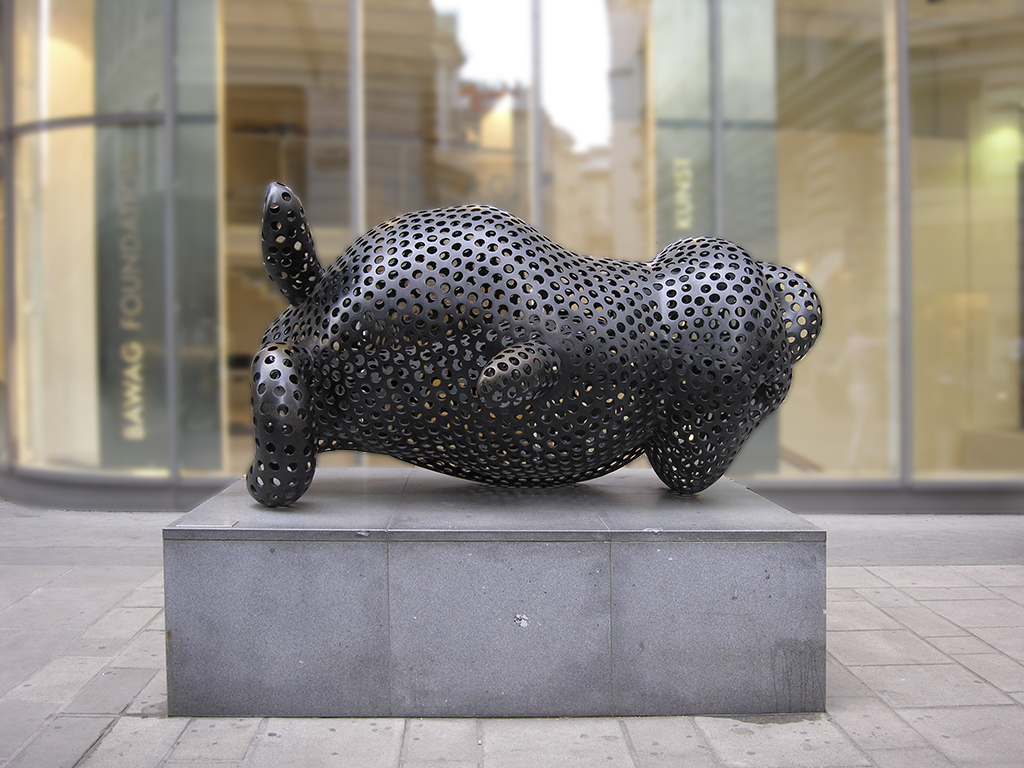
Ferryman, Tony Cragg, Wenen

## Bouwkunst

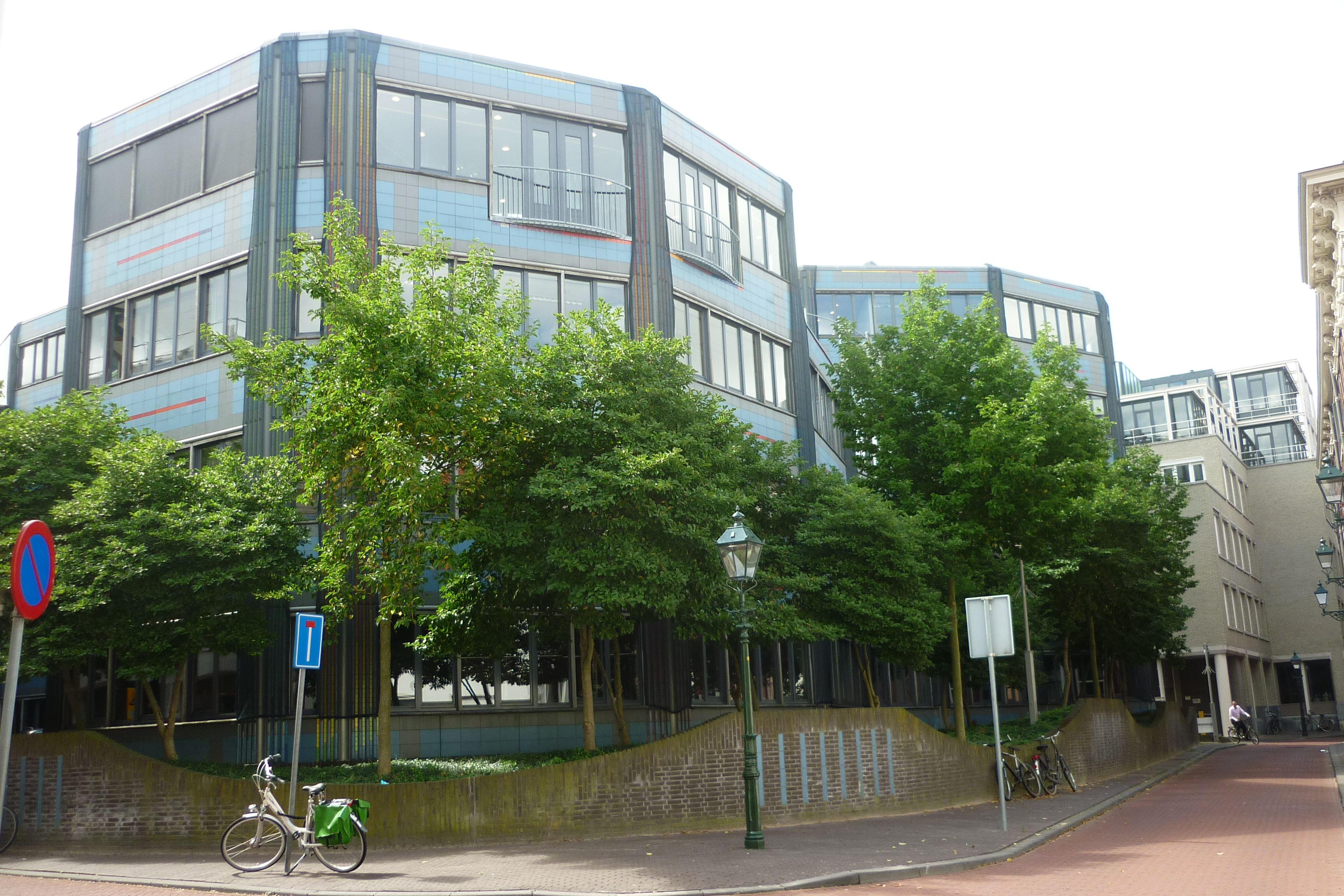
Algemene Rekenkamer, Den Haag, Aldo van Eyck

## Geboren

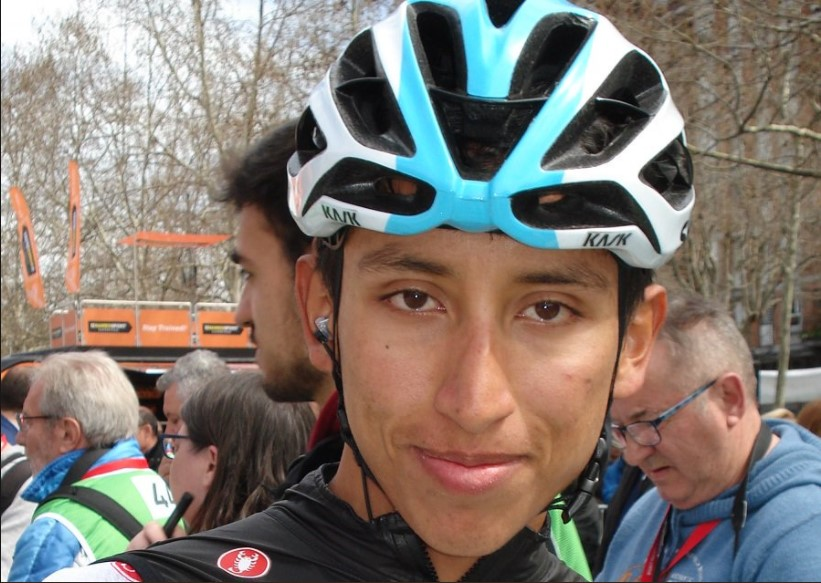
Egan Bernal
geboren 13 januari

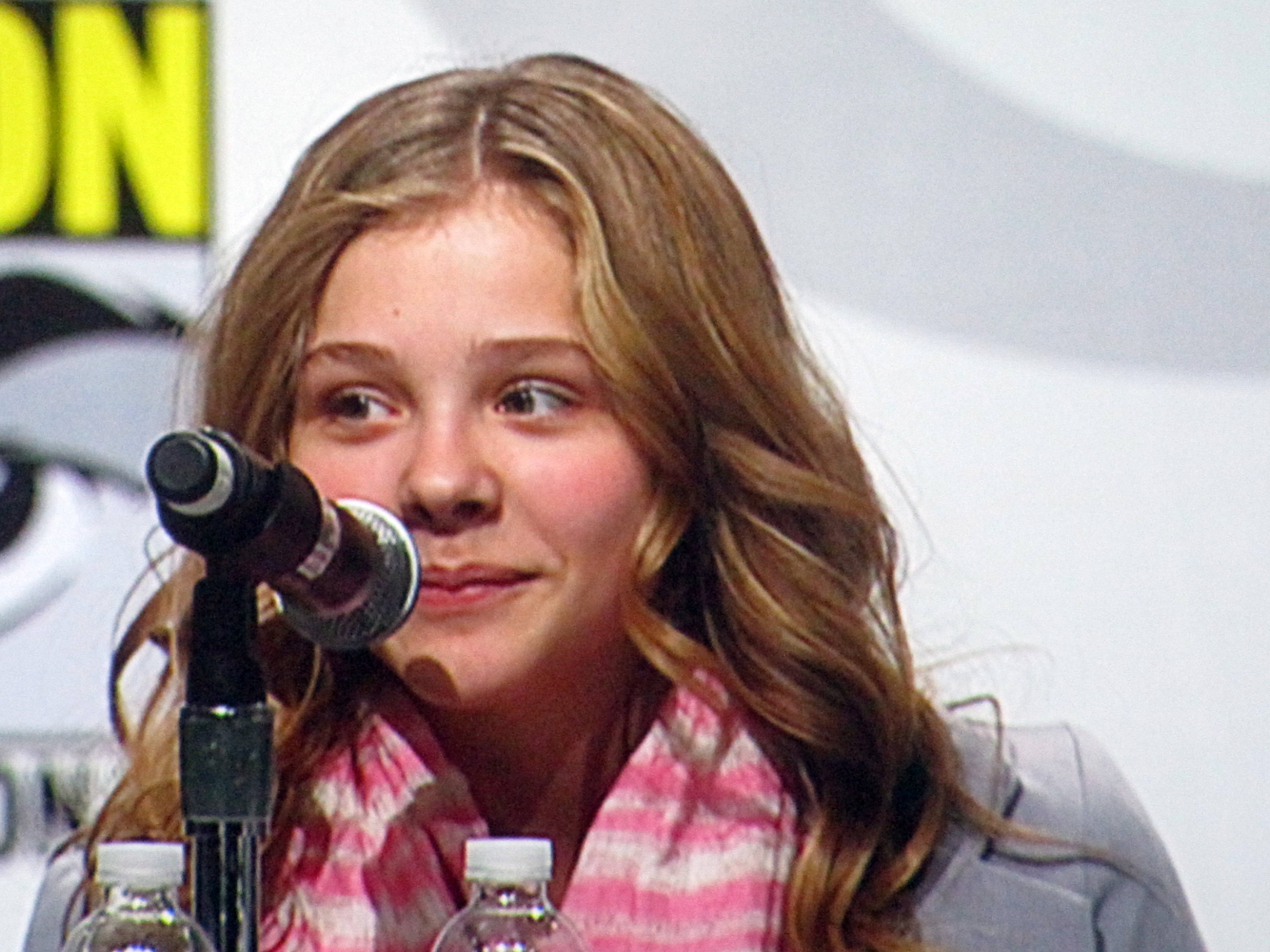
Chloë Grace Moretz
geboren 10 februari

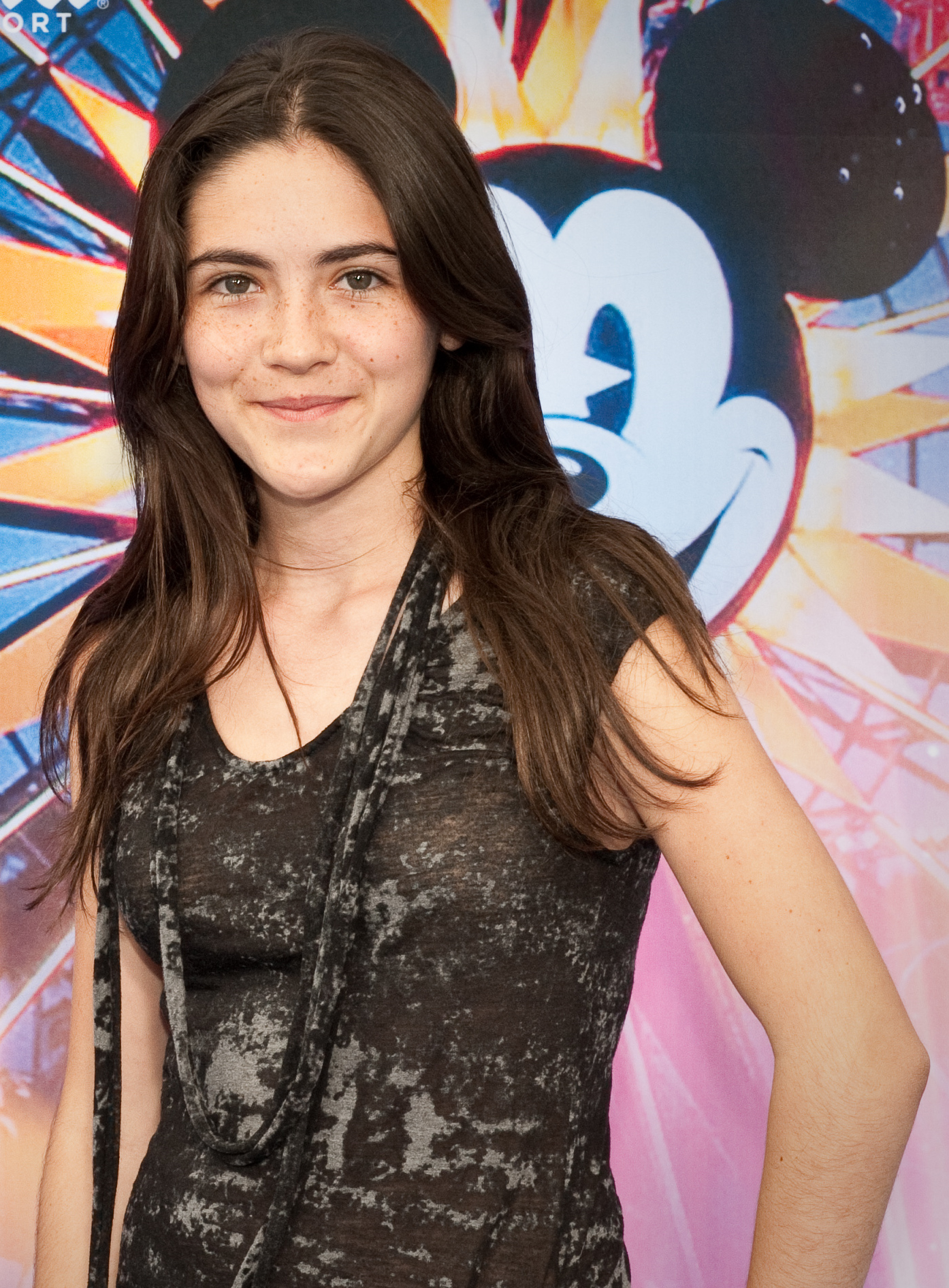
Isabelle Fuhrman
geboren 25 februari

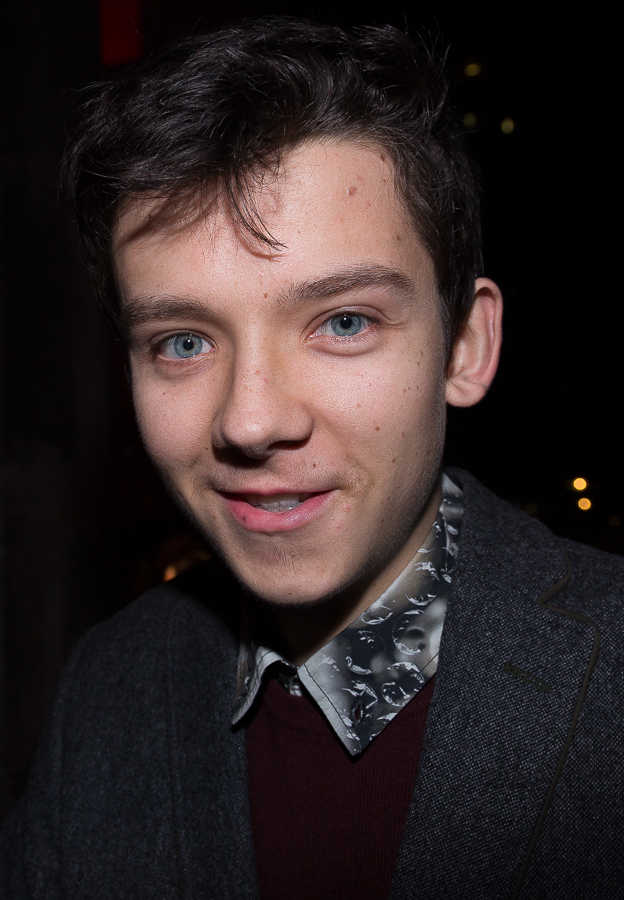
Asa Butterfield
geboren 1 april

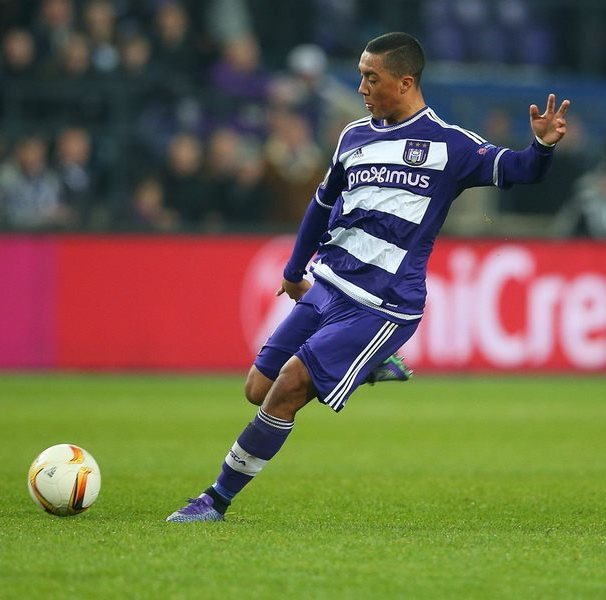
Youri Tielemans
geboren 7 mei

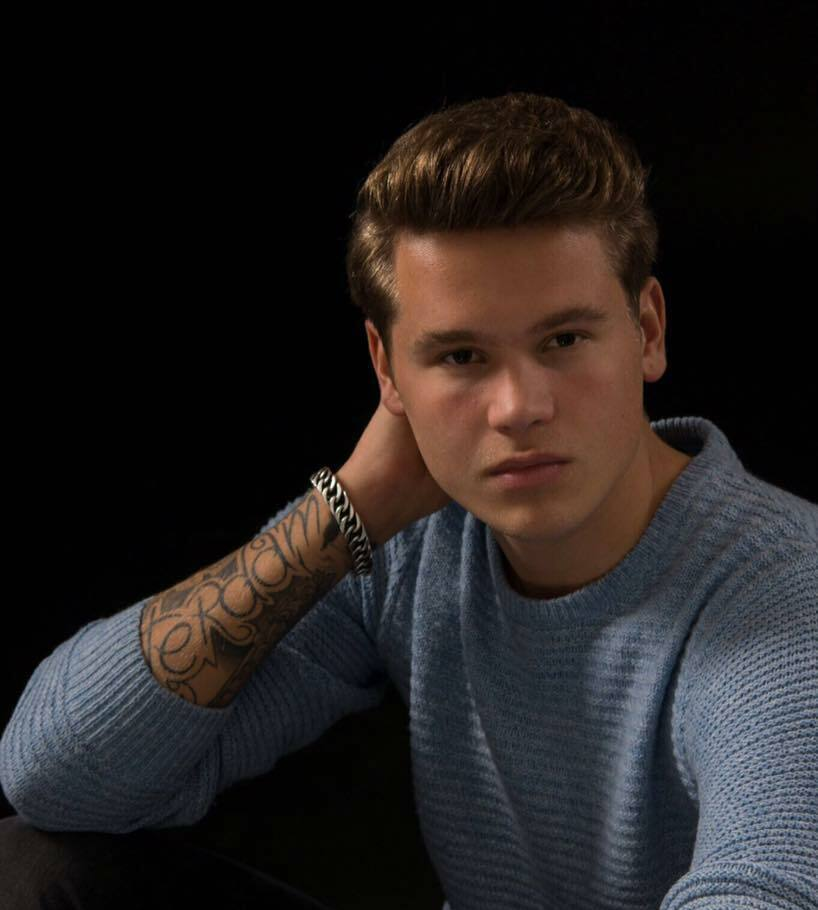
Dave Dekker
geboren 10 juni

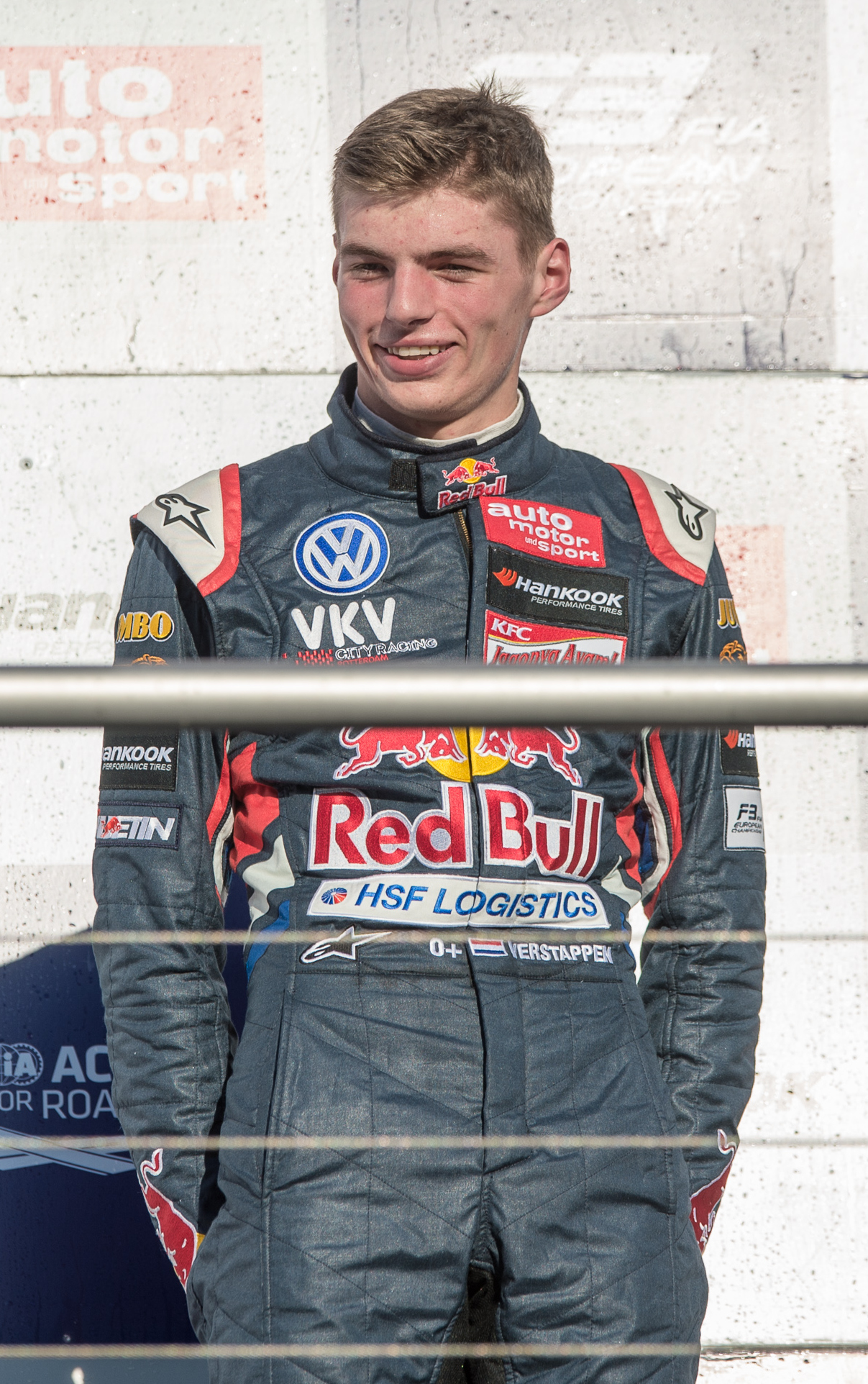
Max Verstappen
geboren 30 september

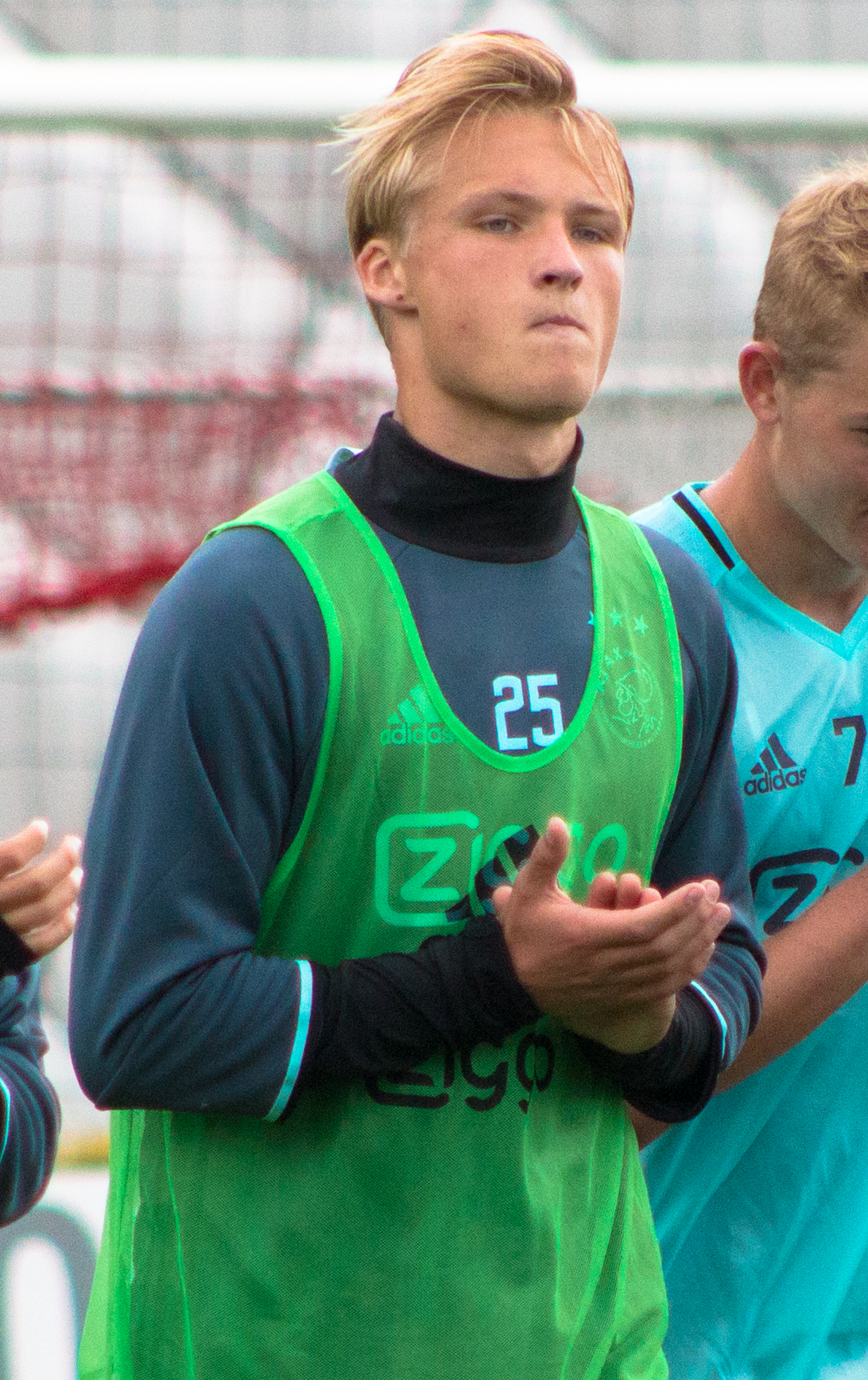
Kasper Dolberg
geboren 6 oktober

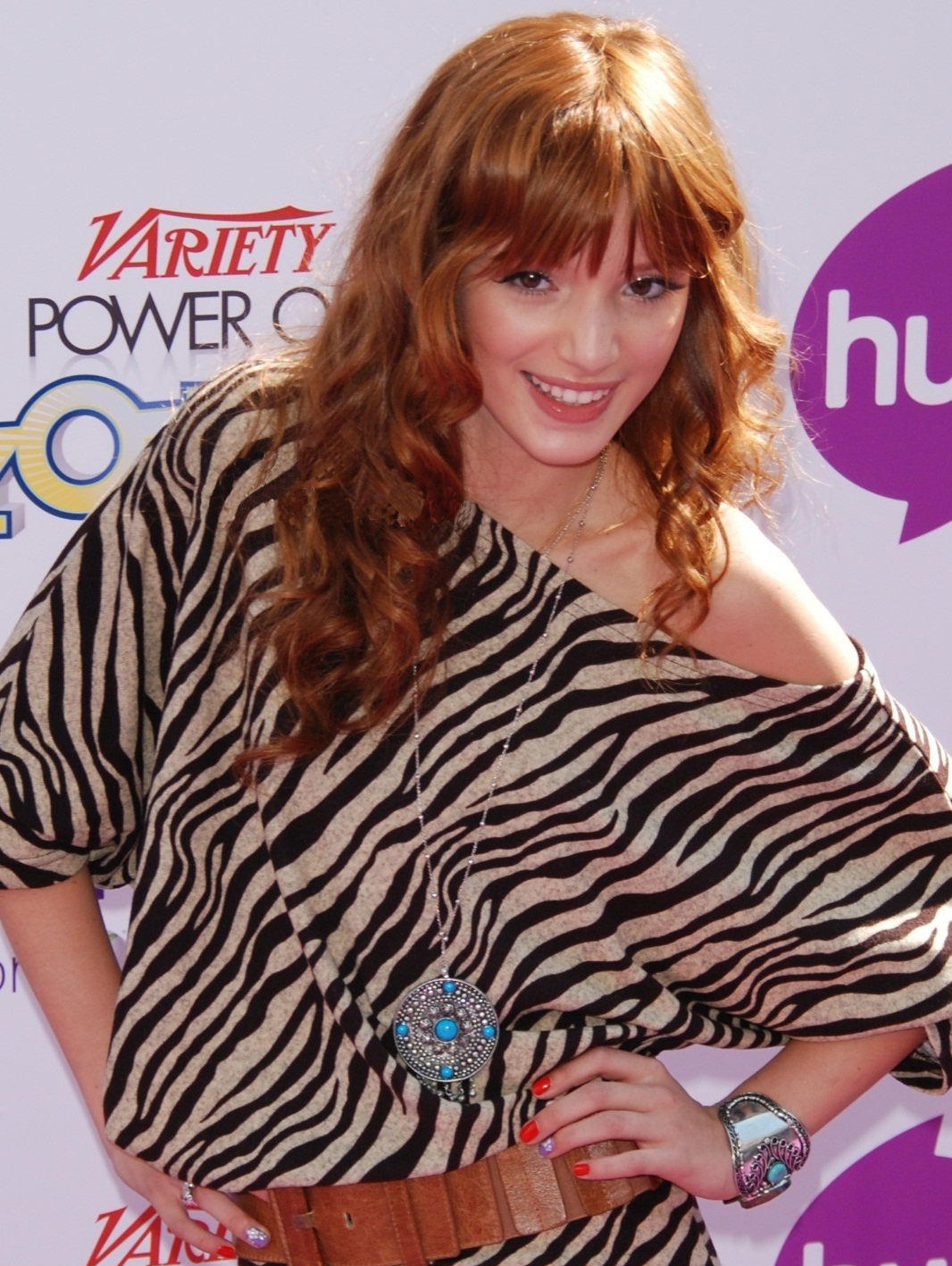
Bella Thorne
geboren 8 oktober

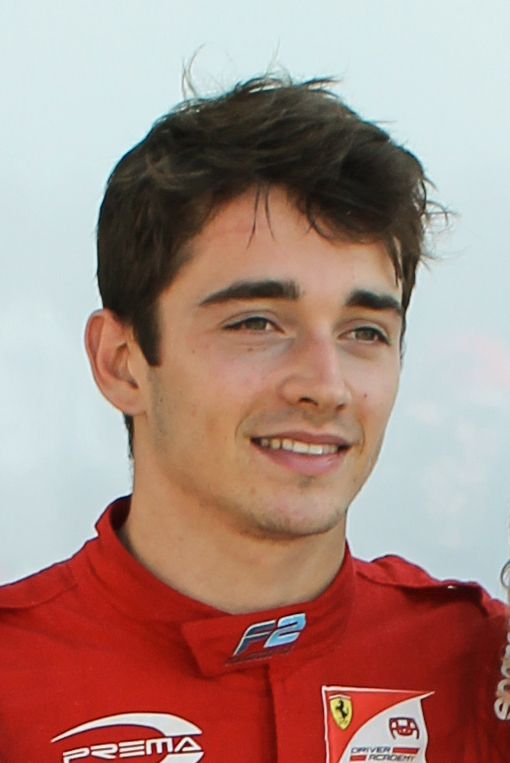
Charles Leclerc
geboren 16 oktober

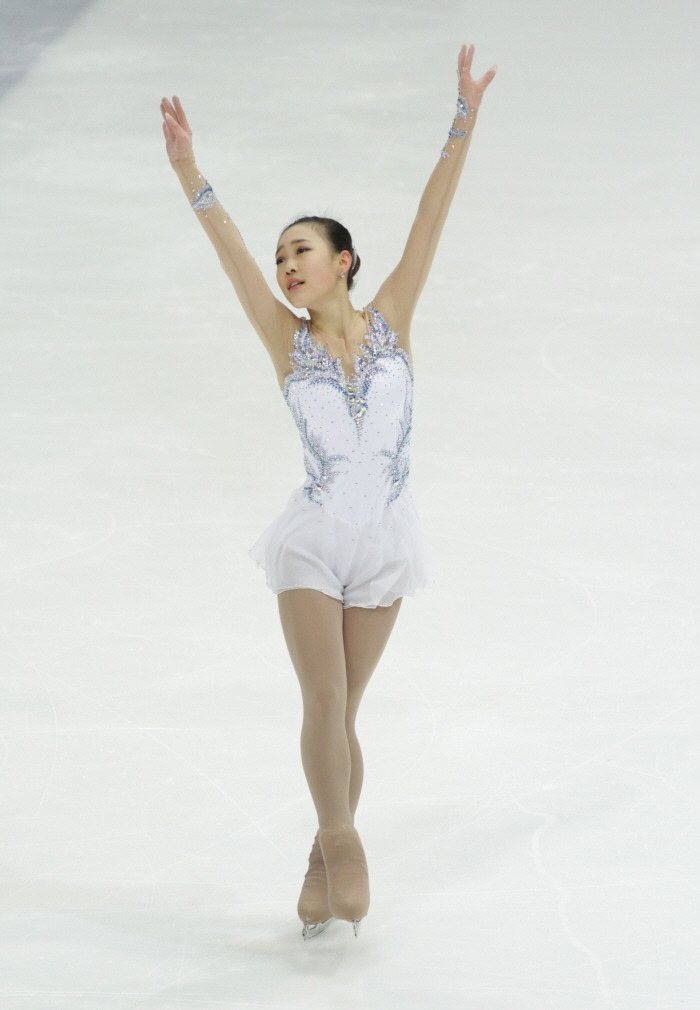
Park So-youn
geboren 24 oktober

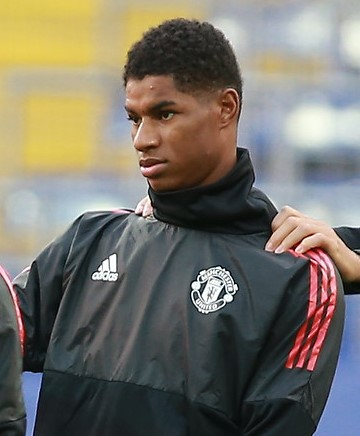
Marcus Rashford
geboren 30 oktober

### Januari
- 1 - Sarita Lorena, Braziliaans-Nederlandse zangeres en actrice
- 2 - Léo Le Blé Jaques, Frans snowboarder
- 3 - Jérémie Boga, Frans voetballer
- 3 - Markéta Davidová, Tsjechisch biatlete
- 3 - Anna Gasper, Duits voetbalster
- 3 - Lucas Schoofs, Belgisch voetballer
- 4 - Angeliño, Spaans voetballer
- 4 - Gino Mäder, Zwitsers wielrenner (overleden 2023)
- 5 - Thijs van Dam, Nederlands hockeyer
- 5 - Jesús Vallejo, Spaans voetballer
- 5 - Zhang, Chinees voetballer
- 7 - Isaiah Brown, Engels voetballer
- 7 - JoeyAK, Nederlands rapper
- 8 - Fran Brodić, Kroatisch voetballer
- 9 - Dennis Eckert, Duits voetballer
- 9 - Mostafa Smaili, Marokkaans atleet
- 10 - Akash Nandy, Maleisisch autocoureur
- 11 - Joahnys Argilagos, Cubaans bokser
- 11 - Cody Simpson, Australisch pop- en R&B-zanger en songwriter
- 12 - Joseph Paul Amoah, Ghanees atleet
- 13 - Egan Bernal, Colombiaans wielrenner
- 14 - Francesco Bagnaia, Italiaans motorcoureur
- 14 - Randall Leal, Costa Ricaans voetballer
- 14 - Masja en Nastya Tolmatsjova, Russisch zangduo
- 15 - Caitlin Wood, Australisch autocoureur
- 22 - Valentina Bergamaschi, Italiaans voetbalster
- 24 - Nirei Fukuzumi, Japans autocoureur
- 24 - Ibrahim Drešević, Kosovaars voetballer
- 25 - Léon Bergsma, Nederlands voetballer
- 26 - Silke Jonkman, Nederlands atlete
- 26 - Mikkel O. Pedersen, Deens autocoureur
- 26 - Gedion Zelalem, Duits-Amerikaans voetballer
- 28 - Jeremy Frieser, Nederlands youtuber
- 28 - Mons Røisland, Noors snowboarder
- 30 - Suzanne Admiraal, Nederlands voetbalster
- 30 - Shim Suk-hee, Zuid-Koreaans shorttrackster
- 31 - Donte DiVincenzo, Amerikaans basketballer

### Februari
- 3 - Mikkjal Á Bergi, Faeröers voetballer
- 4 - Kelly Steen, Nederlands voetbalster
- 5 - Delphine Cascarino, Frans voetbalster
- 5 - Estelle Cascarino, Frans voetbalster
- 6 - Isaiah Jewett, Amerikaans atleet
- 6 - Nicklas Nielsen, Deens autocoureur
- 7 - Jan Verduijn, Nederlands voetballer
- 8 - Henriikka Mäkelä, Fins voetbalster
- 8 - Anton Walkes, Brits voetballer (overleden 2023)
- 9 - Lukas Babalola, Deens voetbaltrainer
- 10 - Lilly King, Amerikaans zwemster
- 10 - Chloë Grace Moretz, Amerikaans actrice
- 10 - Maan de Steenwinkel, Nederlands zangeres
- 12 - Catie DeLoof, Amerikaans zwemster
- 12 - Francesca Durante, Italiaans voetbalster
- 12 - Matteo Ferrari, Italiaans motorcoureur
- 12 - Johanna Rytting Kaneryd, Zweeds voetbalster
- 13 - Ertuğrul Ersoy, Turks voetballer
- 13 - Rimon, Eritrees-Nederlandse zangeres
- 14 - Breel Embolo, Zwitsers voetballer
- 15 - Will Palmer, Brits autocoureur
- 16 - Ben Schwietert, Nederlands zwemmer
- 16 - Pol Vogels, Belgisch modeontwerper
- 17 - Dennis van der Heijden, Nederlands voetballer
- 18 - Manuel Frigo, Italiaans zwemmer
- 18 - Konstanze Klosterhalfen, Duits atlete
- 20 - Sturla Holm Lægreid, Noors biatleet
- 22 - Jari Schuurman, Nederlands voetballer
- 22 - Anton Tsjoepkov, Russisch zwemmer
- 23 - Jamal Murray, Canadees basketballer
- 24 - Marvin Dienst, Duits autocoureur
- 24 - Meryeta O'Dine, Canadees snowboardster
- 25 - Isabelle Fuhrman, Amerikaans actrice
- 26 - Malcom Filipe Silva de Oliveira, Braziliaans voetballer
- 26 - Britt Scholte, Nederlands actrice, presentatrice en youtuber
- 27 - Keyyo, Zweeds presentatrice
- 28 - Kathleen Baker, Amerikaans zwemster
- 28 - Laros Duarte, Nederlands voetballer
- 28 - Katsuhiro Matsumoto, Japans zwemmer
- 28 - Michael Storer, Australisch wielrenner

### Maart
- 1 - Johan Jacobs, Zwitsers veldrijder
- 2 - Julien Falchero, Frans autocoureur
- 3 - Camila Cabello, Cubaans-Amerikaans singer-songwriter
- 3 - David Neres, Braziliaans voetballer
- 3 - Allan Rodrigues de Souza, Braziliaans voetballer
- 3 - Ty Walker, Amerikaans snowboardster
- 4 - Daichi Hara, Japans freestyleskiër
- 6 - Jacqueline Burns, Iers voetbalster
- 6 - RC Enerson, Amerikaans autocoureur
- 6 - Evan McEachran, Canadees freestyleskiër
- 8 - Ewan Mitchell, Brits acteur
- 12 - Hanne Maudens, Belgisch atlete
- 14  - Simone Biles, Amerikaans turnster
- 14 - Dawid Kownacki, Pools voetballer
- 14 - Harrie Lavreysen, Nederlands baanwielrenner
- 14 - Kang Ling, Chinees autocoureur
- 15 - Franziska Gritsch, Oostenrijks alpineskiester
- 15 - Davey Hamilton jr., Amerikaans autocoureur
- 17 - Katie Ledecky, Amerikaans zwemster
- 17 - Daniel Sprong, Nederlands ijshockeyspeler
- 18 - Ciara Bravo, Amerikaans actrice, zangeres en comédienne
- 18 - Mike Hauptmeijer, Nederlands voetballer
- 18 - Baboloki Thebe, Botswaans atleet
- 18 - Ippei Watanabe, Japans zwemmer
- 19 - Rūta Meilutytė, Litouws zwemster
- 19 - Ricarda Walkling, Duits voetbalster
- 20 - Sarah Mayling, Engels voetbalster
- 21 - Julian Bushoff, Nederlands politicus
- 21 - Henrique Chaves, Portugees autocoureur
- 24 - Bruno Baptista, Braziliaans autocoureur
- 24 - Jordan Rossiter, Brits voetballer
- 24 - Jenna Strauch, Australisch zwemster
- 29 - Floor van Liemt, Nederlands columniste en schrijfster (overleden 2021)

### April
- 1 - Asa Butterfield, Brits acteur
- 1 - Katharina Liensberger, Oostenrijks alpineskiester
- 1 - Álex Palou, Spaans autocoureur
- 2 - Mateusz Borkowski, Pools atleet
- 2 - Manon Depuydt, Belgisch atlete
- 2 - Bjorg Lambrecht, Belgisch wielrenner (overleden 2019)
- 2 - Abdelhak Nouri, Nederlands voetballer
- 2 - Alan Riou, Frans wielrenner
- 3 - Gabriel Jesus, Braziliaans voetballer
- 3 - Felix Meo, Nieuw-Zeelands wielrenner
- 3 - Julia Stierli, Zwitsers voetbalster
- 3 - Zhao Xintong, Chinees snookerspeler
- 5 - Borja Mayoral, Spaans voetballer
- 8 - Arno Verschueren, Belgisch voetballer
- 8 - Keira Walsh, Engels voetbalster
- 10 - Ammar Bozoglu, Turks-Nederlands zanger
- 10 - Vlatko Čančar, Sloveens basketballer
- 11 - Georgia Bohl, Australisch zwemster
- 13 - Marina Georgieva, Oostenrijks voetbalster
- 13 - Đorđe Nikolić, Servisch voetballer
- 13 - Lotte Scheldeman, Belgisch atlete
- 14 - Ante Ćorić, Kroatisch voetballer
- 15 - Chantal Schouwstra, Nederlands voetbalster
- 15 - Maisie Williams, Brits actrice
- 17  - Tilen Bartol, Sloveens schansspringer
- 17 - Lindsay Brewer, Amerikaans autocoureur en model
- 17 - Philipp Ochs, Duits voetballer
- 17 - Thomas Verhoeven, Nederlands zwemmer
- 18 - Donny van de Beek, Nederlands voetballer
- 18 - Jared Schmidt, Canadees freestyleskiër
- 20 - Alexander Zverev, Duits tennisser
- 22 - Louis Delétraz, Zwitsers autocoureur
- 22 - Jill Roord, Nederlands voetbalster
- 23 - Tobi Amusan, Nigeriaans atlete
- 23 - Zach Apple, Amerikaans zwemmer
- 23 - Peng Cheng, Chinees kunstschaatsster
- 24 - Tim van Rijthoven, Nederlands tennisspeler
- 25 - Alexander Doom, Belgisch atleet
- 25 - Ian Ho, Hongkongs zwemmer
- 25 - Rijk Hofman, Nederlands youtuber en presentator
- 26 - Calvin Verdonk, Nederlands voetballer
- 26 - Amber Midthunder, Amerikaans actrice
- 27 - Livio Loi, Belgisch motorcoureur
- 30 - Sam Lammers, Nederlands voetballer
- 30 - Ian Thomas, Belgisch zanger
- 30 - Xavi Vierge, Spaans motorcoureur

### Mei
- 3 - Lisa Boattin, Italiaans voetbalster
- 3 - Clément Noël, Frans alpineskiër
- 4 - Nathalie Björn, Zweeds voetbalster
- 5 - Katherine Sauerbrey, Duits langlaufster
- 6 - Ayoub Boukhari, Nederlands-Marokkaans voetballer
- 6 - Melissa Friedrich, Duits voetbalster
- 6 - Duncan Scott, Brits zwemmer
- 7 - Ismail Ilgun, Nederlands vlogger
- 7 - Darja Kasatkina, Russisch tennisster
- 7 - Youri Tielemans, Belgisch voetballer
- 9 - Gino Demon, Nederlands voetballer
- 10 - Anna Anvegård, Zweeds voetbalster
- 10 - Ramon Pascal Lundqvist, Zweeds voetballer
- 12 - Frenkie de Jong, Nederlands voetballer
- 12 - Odeya Rush, Israëlisch actrice
- 12 - Laura Sjin, Nederlands singer-songwriter
- 12 - Nick Smidt, Nederlands atleet
- 13 - Emma Holmgren, Zweeds voetbalster
- 13 - Annamaria Serturini, Italiaans voetbalster
- 13 - Anniek Siebring, Nederlands volleybalster
- 15 - Ousmane Dembélé, Frans-Senegalees voetballer
- 16 - Bradley Ray, Brits motorcoureur
- 17 - Niels de Klerk, organist
- 19 - Paulien Couckuyt, Belgisch atlete
- 19 - Christopher Höher, Oostenrijks autocoureur
- 20 - Sylwia Matysik, Pools voetbalster
- 21 - Anneke Dijkstra, Nederlands wielrenster
- 21 - Sisca Folkertsma, Nederlands voetbalster
- 21 - Sydney Pickrem, Canadees zwemster
- 23 - Johannes Dale, Noors biatleet
- 24 - Ilona Lucassen, Nederlands judoka (overleden 2020)
- 24 - Olivia Podmore, Nieuw-Zeelands baanwielrenster (overleden 2021)
- 24 - Fabian Schiller, Duits autocoureur
- 26 - Loris Hezemans, Nederlands autocoureur
- 27 - Tachina Peeters, Belgisch turnster
- 30 - Ben Hingeley, Brits autocoureur
- 30 - Zoe Renee, Amerikaans actrice
- 31 - Cameron Alexander, Canadees alpineskiër

### Juni
- 2 - Michel Vlap, Nederlands voetballer
- 2 - Marie Wattel, Frans zwemster
- 3 - Solomonica de Winter, Nederlands schrijfster
- 4 - Tesfaldet Tekie, Zweeds voetballer
- 4 - Anne van de Wiel, Nederlands atlete
- 5 - Dorian Boulvin, Belgisch atleet
- 6 - Bence Boldizs, Hongaars autocoureur
- 6 - Saskia Matheis, Duits voetbalster
- 6 - Chloé Vande Velde, Belgisch voetbalster
- 7 - Samuele Cavalieri, Italiaans motorcoureur
- 7 - Julia Krass, Amerikaans freestyleskiester
- 7 - Brendan Mackay, Canadees freestyleskiër
- 9 - Katie McLaughlin, Amerikaans zwemster
- 9 - Mahdi Yovari, Afghaans schutter
- 10 - Bigidagoe (Danzel Joel Silos), Nederlandse rapper (overleden 2024)
- 10 - Dave Dekker, Nederlands musicalacteur en zanger
- 10 - Dylan Pereira, Luxemburgs autocoureur
- 12 - Małgorzata Mesjasz, Pools voetbalster
- 13 - Maaria Roth, Fins voetbalster
- 15 - Albert Guðmundsson, IJslands voetballer
- 15 - Andrea Vergani, Italiaans zwemmer
- 16 - Paulina Dudek, Pools voetbalster
- 16 - Katharina Gallhuber, Oostenrijks alpineskiester
- 16 - Joe Roberts, Amerikaans motorcoureur
- 16 - Jasmin Sehan, Duits voetbalster
- 20 - Jordan Larsson, Zweeds voetballer
- 20 - Pedro, Braziliaans voetballer
- 21 - Ferdinand Zvonimir Habsburg-Lothringen, Oostenrijks-Hongaars autocoureur
- 21 - Tessa June, Nederlands zangeres
- 22 - Lorenzo Dalla Porta, Italiaans motorcoureur
- 22 - Erik Mobärg, Zweeds freestyleskiër
- 23 - Amber Gersjes, Nederlands judoka
- 25 - Leony, Duits zangeres
- 25 - Kinga Szemik, Pools voetbalster
- 26 - Lucia Di Guglielmo, Italiaans voetbalster
- 27 - Puck Louwes, Nederlands voetbalster
- 27 - Shannon Purser, Amerikaans actrice
- 27 - Ramadan Sobhi, Egyptisch voetballer
- 28 - Tadasuke Makino, Japans autocoureur
- 28 - Desiree Vranken, Nederlands paralympisch atlete

### Juli
- 1 - Mohamed El Hankouri, Nederlands-Marokkaans voetballer
- 2 - Grace Geyoro, Frans voetbalster
- 2 - Maximilian Günther, Duits-Oostenrijks autocoureur
- 3 - Jeremy Helmer, Nederlands voetballer
- 3 - Lukas Müllauer, Oostenrijks freestyleskiër
- 6 - Fabian Bösch, Zwitsers freestyleskiër
- 6 - Tilen Finkšt, Sloveens wielrenner
- 6 - Moa Ilar, Zweeds langlaufster
- 6 - Kyle Mack, Amerikaans snowboarder
- 6 - Tatjana Schoenmaker, Zuid-Afrikaans zwemster
- 7 - Bowen Becker, Amerikaans zwemmer
- 7 - Maddie Rooney, Amerikaans ijshockeyster
- 8 - Jochem Dobber, Nederlands atleet
- 9 - Léna Bühler, Zwitsers autocoureur
- 9 - Hanna Ihedioha, Duits snowboardster
- 10 - Ebba Andersson, Zweeds langlaufster
- 12 - Malala Yousafzai, Pakistaans kinderrechtenactiviste
- 14 - Filippa Angeldahl, Zweeds voetbalster
- 15 - Phathana Inthavong, Laotiaans zwemmer
- 17 - Amadou Diawara, Guinees voetballer
- 18 - Bam Adebayo, Amerikaans basketballer
- 18 - Aidan Buttigieg, Australisch-Maltees wielrenner
- 18 - Chiara Hölzl, Oostenrijks schansspringster
- 18 - Noah Lyles, Amerikaans atleet
- 18 - Elisabetta Oliviero, Italiaans voetbalster
- 20 - Billi Bruno, Amerikaans actrice
- 20 - KM, Nederlands rapper
- 22 - Kyle Ryde, Brits motorcoureur
- 23 - Matija Šarkić, Montenegrijns-Engels voetballer (overleden 2024)
- 24 - Rebecka Blomqvist, Zweeds voetbalster
- 24 - Vinzenz Geiger, Duits noordse combinatieskiër
- 29 - Austin Hamilton, Zweeds atleet
- 29 - Marlon Versteeg, Nederlands voetballer
- 31 - Alessandro Delbianco, Italiaans motorcoureur
- 31 - Dev Gore, Amerikaans autocoureur

### Augustus
- 1 - Miquel Pons, Spaans motorcoureur
- 2 - Jesús Tonatiú López, Mexicaans atleet
- 2 - Adrian Purzycki, Pools-Engels voetballer
- 3 - Ted Evetts, Engels darter
- 3 - Justin Ress, Amerikaans zwemmer
- 4 - Tuva Hansen, Noors voetbalster
- 4 - Jekaterina Rjabova, Russisch zangeres
- 4 - Sunniva Skoglund, Noors voetbalster
- 6 - Rinka Duijndam, Nederlands handbalster
- 6 - Aïsse Gumbs, Arubaans voetbalster
- 8 - Charlotte Hendrickx, Belgisch actrice
- 9 - Rikke Madsen, Deens voetbalster
- 10 - Kylie Jenner, Amerikaans model
- 10 - Luca Marini, Italiaans motorcoureur
- 11 - Andrija Balić, Kroatisch voetballer
- 11 - Saba, Deens zangeres
- 12 - Rudy Pankow, Amerikaans acteur
- 14 - Grad Damen, Nederlands voetballer
- 15 - Olga Ahtinen, Fins voetbalster
- 15 - Nicoline Sørensen, Deens voetbalster
- 16 - Greyson Chance, Amerikaans zanger, songwriter en pianist
- 16 - Piper Curda, Amerikaans actrice
- 16 - Tilly Keeper, Engels actrice
- 18 - Manuela Giugliano, Italiaans voetbalster
- 18 - Josephine Langford, Australisch actrice
- 19 - Ryan Ledson, Engels voetballer
- 19 - Florian Wellbrock, Duits zwemmer
- 22 - Eric Ocansey, Ghanees voetballer
- 24 - Alan Walker, Noors-Brits producer
- 25 - Jessica Bäckman, Zweeds autocoureur
- 25 - Morgan Schild, Amerikaans freestyleskiester
- 26 - Stephanie van Eer, Nederlands actrice
- 26 - Samuel Kalu, Nigeriaans voetballer
- 27 - Niek Roozen, Nederlands acteur
- 28 - Aleksandra Orlova, Russisch freestyleskiester
- 30 - Courtney Hoffos, Canadees freestyleskiester
- 30 - Tobias Lauritsen, Noors voetballer
- 31 - Julian Hanses, Duits autocoureur

### September
- 1 - Joan Mir, Spaans motorcoureur
- 1 - Jeon Jeongguk, Zuid-Koreaans zanger
- 2 - Katie Drabot, Amerikaans zwemster
- 5 - Bryce Hoppel, Amerikaans atleet
- 5 - Miki Koyama, Japans autocoureur
- 5 - Maartje Verhoef, Nederlands model
- 5 - Dee van der Zeeuw, Nederlands vlogster
- 6 - Mallory Comerford, Amerikaans zwemster
- 9 - Fredrik Jensen, Fins voetballer
- 9 - Rachael Karker, Canadees freestyleskiester
- 9 - Daniel Rowden, Brits atleet
- 11 - Mustefa Kedir, Ethiopisch atleet
- 11 - Julia Marino, Amerikaans snowboardster
- 12 - Sophia Schneider, Duits biatlete
- 15 - Noel Chama, Mexicaans atleet
- 16 - Laura van den Elzen, Nederlands zangeres
- 16 - Amy-Leigh Hickman, Engels actrice
- 16 - Tasa Jiya, Nederlands atlete
- 16 - Arttu Mäkiaho, Fins noordse combinatieskiër
- 17 - Luke Greenbank, Brits zwemmer
- 17 - Raphael Haaser, Oostenrijks alpineskiër
- 18 - Bruna Tomaselli, Braziliaans autocoureur
- 19 - Halima Aden, Amerikaans model
- 21 - Delaila Amega, Nederlands handbalster
- 23 - Ralph Boschung, Zwitsers autocoureur
- 23 - Augusto Fernández, Spaans motorcoureur
- 23 - Anas Ouahim, Marokkaans-Duits voetballer
- 24 - Tatsuki Suzuki, Japans motorcoureur
- 25 - Clyde Lewis, Australisch zwemmer
- 25 - Suzanne Schulting, Nederlands schaatsster en shorttrackster
- 27 - Dimitri Oberlin, Zwitsers Kameroens voetballer
- 27 - Givan Werkhoven, Nederlandse voetballer
- 29 - Veerle Bakker, Nederlands atlete
- 29 - Luara Hairapetian, Armeens zangeres
- 30 - Max Verstappen, Nederlands autocoureur

### Oktober
- 1 - Elisa Senß, Duits voetbalster
- 2 - Florjan Lata, Albanees voetbalscheidsrechter
- 2 - Maia Wright, Zweeds zangeres
- 3 - Jin Boyang, Chinees kunstschaatser
- 3 - Kathleen Dawson, Brits zwemster
- 3 - Colby Stevenson, Amerikaans freestyleskiër
- 4 - Seamus O'Connor, Iers snowboarder
- 4 - Emily Overholt, Canadees zwemster
- 4 - Nikola Vlašić, Kroatisch voetballer
- 5 - Carlos Samudio, Panamees wielrenner
- 6 - Kasper Dolberg, Deens voetballer
- 6 - Oliver Pesch, Nederlands singer-songwriter
- 7 - Justyna Kaczkowska, Pools baanwielrenster
- 8 - Ingibjörg Sigurðardóttir, IJslands voetbalster
- 8 - Steven Bergwijn, Nederlands voetballer
- 8 - Josh Kerr, Brits atleet
- 8 - Angelica Moser, Zwitsers atlete
- 8 - Marco Odermatt, Zwitsers alpineskiër
- 8 - Jordi Rottier, Belgisch acteur
- 8 - Bella Thorne, Amerikaans actrice en zangeres
- 10 - Tessa Polder, Nederlands volleybalster
- 12 - Sofia Beggin, Italiaans wielrenster
- 12 - Nikola Milenković, Servisch voetballer
- 13 - Johanne Killi, Noors freestyleskiër
- 14 - Jip Janssen, Nederlands hockeyer
- 15 - Jarl Magnus Riiber, Noors noordsecombinatieskiër
- 15 - Andreja Slokar, Sloveens alpineskiester
- 16 - Charles Leclerc, Monegaskisch autocoureur
- 16 - Seiya Maikuma, Japans voetballer
- 16 - Naomi Osaka, Japans tennisster
- 16 - Viktoria Pinther, Oostenrijks voetbalster
- 16 - Sarah Puntigam, Oostenrijks voetbalster
- 17 - Václav Černý, Tsjechisch voetballer
- 20 - Ademola Lookman, Brits voetballer
- 21 - Tyjani Beztati, Nederlands kickbokser
- 22 - Eli Iserbyt, Belgisch veldrijder
- 23 - Tim Heinemann, Duits autocoureur
- 24 - Edson Álvarez, Mexicaans voetballer
- 24 - Raye, Brits zangeres
- 24 - Park So-youn, Zuid-Koreaans kunstschaatsster
- 27 - Lonzo Ball, Amerikaans basketballer
- 27 - Jess Carter, Engels voetbalster
- 27 - Mitzi Jonelle Tan, Filipijns klimaatactiviste
- 28 - Sierra McCormick, Amerikaans actrice
- 31 - Nordin Bakker, Nederlands voetballer
- 31 - Siobhán Haughey, Hongkongs zwemster
- 31 - Marcus Rashford, Engels voetballer
- 31 - Iván Sosa, Colombiaans wielrenner
- 31 - Ebbie Tam, Chinees-Nederlands actrice

### November
- 1 - Alex Wolff, Amerikaans acteur, drummer en zanger
- 3 - Lale Gül, Nederlands schrijfster
- 3 - Diana Silvers, Amerikaans actrice
- 5 - Dominique Thorne, Amerikaans actrice
- 6 - Hero Fiennes-Tiffin, Brits acteur
- 7 - Martina Piemonte, Italiaans voetbalster
- 7 - Fabienne Wohlwend, Liechtensteins autocoureur
- 10 - Joost Klein, Nederlands muzikant en youtuber
- 14 - Noussair Mazraoui, Marokkaans-Nederlands voetballer
- 14 - Christopher Nkunku, Frans voetballer
- 14 - Ivanna Sakhno, Oekraïens actrice
- 18 - Olivier Boscagli, Frans voetballer
- 19 - Valentin Darbellay, Zwitsers wielrenner en alpineskiër
- 19 - Grant Holloway, Amerikaans atleet
- 21 - Reo Hatate, Japans voetballer
- 24 - Patrick Berg, Noors voetballer
- 24 - Nienke Helthuis, Nederlands youtuber
- 26 - Mark Baanders, Nederlands verslaggever
- 26 - Hanna Kebinger, Duits biatlete
- 28 - Klara Andrup, Zweeds voetbalster
- 28 - Thor Salden, Belgisch zanger
- 29 - Emma Ribom, Zweeds langlaufster
- 29 - Dmitri Sarsembajev, Russisch snowboarder

### December
- 1 - Ridder van Kooten, Nederlands zanger en acteur
- 2 - Claire Orcel, Frans/Belgisch atlete
- 3 - Michael Norman, Amerikaans atleet
- 5 - Dwight St. Hillaire, atleet uit Trinidad en Tobago
- 6 - Sabrina Ionescu, Amerikaans basketballer
- 10 - Arjun Maini, Indiaas autocoureur
- 10 - Jorge Sánchez, Mexicaans voetballer
- 11 - Steffi Häberlin, Zwitsers wielrenster
- 11 - Ikuma Horishima, Japans freestyleskiër
- 12 - Ceri Holland, Welsh voetbalster
- 12 - Sam Ligtlee, Nederlands baanwielrenner
- 12 - Robin Neumann, Nederlands zwemster
- 14 - Clement Deflandre, Belgisch atleet
- 15 - Océane Sercien-Ugolin, Frans handbalster
- 16 - Zara Larsson, Zweeds zangeres
- 16 - Katharina Naschenweng, Oostenrijks voetbalster
- 16 - Marcos Ramírez, Spaans motorcoureur
- 17 - Donny Roelvink, Nederlands model en acteur
- 17 - Shoma Uno, Japans kunstschaatser
- 19 - Fikayo Tomori, Canadees-Engels voetballer
- 20 - Hilde Jager, Nederlands judoka
- 21 - Michel Tsiba, Nederlands kunstschaatser
- 22 - Guus Til, Nederlands voetballer
- 23 - Luka Jović, Servisch voetballer
- 24 - Stefan Airapetjan, Estisch zanger
- 24 - Neeraj Chopra, Indiaas atleet
- 24 - Julia Zigiotti Olme, Zweeds voetbalster
- 26 - Vince Gerits, Belgisch wielrenner
- 26 - Nicole Oude Luttikhuis, Nederlands volleybalster
- 27 - Si Mohamed Ketbi, Belgisch taekwondoka
- 28 - Soraya Verhoeve, Nederlands voetbalster
- 29 - Maksim Stojanac, Belgisch acteur en zanger
- 30 - Enea Bastianini, Italiaans motorcoureur
- 30 - Lina Hausicke, Duits voetbalster
- 31 - Rohan Browning, Australisch atleet

### Datum niet bekend
- Bennett, Duits dj en muziekproducent
- Owen Hurcum, Welsh politicus
- Daniël Kolf, Surinaams-Nederlands acteur
- Hannah Prins, Nederlands schrijfster en mileuactiviste

## Weerextremen in België
- 1 januari: Minimumtemperatuur tot −11,7 °C in Ernage (Gembloers).
- 2 januari: Minimumtemperatuur tot −21,4 °C in Elsenborn (Bütgenbach).
- 10 januari: Koudste januari-decade van de eeuw in Ukkel: gemiddelde temperatuur −7,1 °C.
- januari: Januari met laagst aantal neerslagdagen: 4 (normaal 19).
- januari: Januari met laagste neerslagtotaal: 2,6 mm (normaal 64,7 mm).
- 24 februari: 75 mm neerslag in Ebly (Léglise).
- 23 april: Laattijdige vorst veroorzaakt schade aan de fruitteelt.
- 17 mei: 102 mm neerslag in Mürringen (Büllingen).
- 7 juni: Tornado in Niel, Antwerpen, met schade.
- augustus: Augustus met hoogste gemiddelde temperatuur: 21,2 °C (normaal : 16,9 °C).
- augustus: Augustus met hoogste gemiddelde minimumtemperatuur: 16,1 °C (normaal 13 °C).
- 31 oktober: Minimumtemperatuur: −7,2 °C in Rochefort.
- 25 december: Maximumtemperatuur: 14,0 °C in Ukkel.

Bron: KMI Gegevens Ukkel 1901-2003 met aanvullingen.